# 貴舍里 (嘉義縣)
贵舍里位於台灣嘉義縣布袋鎮過溝地區，為布袋鎮最北端，北以鴨母寮大排及荷苞嶼大排與朴子巿及東石鄉為界，並有縣道157號公路經臥龍橋通東石鄉港墘村，里內由貴舍、半月及牛埔三庄所組成。

## 歷史

### 貴舍
「貴舍」之名源自於清朝乾隆年間廣東潮州府海澄縣人氏甘世貴來此定居開墾，因富甲一方人稱「貴仔舍」，便以貴仔舍為地名。
清政府在當地實施保甲制度，而日本政府治台後沿用了保甲制度並加以改良，此時貴舍與半月合為一保，貴舍有四甲、半月亦有四甲。
台灣光復後，國民政府將保甲制轉為村（里）鄰制，更名為「貴舍里」。

### 半月
「半月」之名源自於清朝乾隆年間有十八位呂姓客家人由大陸渡海來台至該地定居，其遷移行程逾半個月，遂取名為「半月」。

### 牛埔
「牛埔」之名源自於半月稼農在農田耕作處搭寮放牛養殖而漸聚落，屬半月庄之附屬。

## 廟宇
- 貴舍真武廟：主祀玄天上帝，為貴舍庄的信仰中心；原座落於貴舍庄西南角，名曰「公厝」，後於民國六〇年代建廟，座落於村莊中心。[6]

- 半月福德宮：清朝時期主祀福德正神，後主祀天上聖母，半月庄的信仰中心；起初暫祀於土角厝內，後歷經翻修[註 1]，巍為今貌。[5]

因朴子配天宮天上聖母為半月庄人氏林馬所迎請之故，朴子配天宮天上聖母出巡時以半月庄為「頭香」，並以貴舍庄為「二香」。